# Kornelia von Berswordt-Wallrabe
Kornelia von Berswordt-Wallrabe, vollständig Katharina-Kornelia von Berswordt-Wallrabe (* 22. Januar 1944 in Sagan) ist eine deutsche Kunsthistorikerin und ehemalige Landesmuseumsdirektorin am Staatlichen Museum Schwerin.

## Leben
Sie studierte von 1979 bis 1984 Kunstgeschichte, Philosophie und Archäologie an der Ruhr-Universität Bochum und wurde im Fach Kunstgeschichte bei Max Imdahl promoviert. Von 1993 bis zum 31. Januar 2009 war sie Direktorin des Staatlichen Museums Schwerin. Seit 1999 ist sie Honorarprofessorin an der Kunsthochschule Berlin-Weißensee.

## Mitgliedschaften
- Stiftung Preußischer Kulturbesitz
- Institut für Auslandsbeziehungen
- Klassik Stiftung Weimar

## Werke
- Gerhard von Graevenitz, eine Kunst jenseits des Bildes : zu Problemen ihrer Begrifflichkeit. Bochum, Univ., Diss., 1989
- (Hrsg.): Mail Art: Osteuropa im internationalen Netzwerk. Kongressdokumentation. Schwerin 1996.
- Paul Holz 1883–1938 Zeichnen als Dialog, Schwerin 1997, ISBN 3-86106-033-7
- (Hrsg.): Von Barlach bis Viegener. Die Kunstsammlung des Dichters Hans Franck. Schwerin o. J. [1998], S. 152.
- (Hrsg.), Lisa Jürß: Aus der Tradition zur Moderne: Malerei von 1870 bis 1935. Staatliches Museum Schwerin 2000, ISBN 3-86106-057-4.
- mit Olaf Bartels: Der Architekt Hermann Willebrandt. Dölling & Galitz, Hamburg 2001, ISBN 3-933374-82-0.
- mit Karin Annette Möller: Zu einer Böttgersteinzeug-Statuette aus de Sammlung Emma Budge, Hamburg. In: Ulf Häder: Beiträge öffentlicher Einrichtungen der Bundesrepublik Deutschland zum Umgang mit Kulturgütern aus ehemaligem jüdischen Besitz. Koordinierungsstelle für Kulturgutverluste, Magdeburg 2001, ISBN 3-00-008868-7. (Veröffentlichungen der Koordinierungsstelle für Kulturgutverluste 1)
- (Hrsg.): Von Otto Müller bis Oskar Schlemmer. Künstler der Breslauer Akademie. Experiment, Erfahrung, Erinnerung. Staatliches Museum Schwerin, Schwerin 2002, ISBN 3-86106-076-0 (Ausstellungskatalog).
- (Hrsg.): Schloss Güstrow. Kunst und Prestige 1556–1636, Katalog zur Ausstellung Schloss Güstrow, 6. Mai bis 6. August 2006. Schwerin 2006, S. 14–21
- Staatliches Museum Schwerin, Kornelia von Berswordt-Wallrabe (Hrsg.): Schloss Schwerin: inszenierte Geschichte in Mecklenburg. Deutscher Kunstverlag, München Berlin 2009 ISBN 978-3-422-06863-6